# Kompania łączności 18 Dywizji Piechoty
Kompania łączności 18 Dywizji Piechoty – pododdział łączności Wojska Polskiego.

## Historia kompanii
Na podstawie rozkazu Ministerstwa Spraw Wojskowych Szefostwo Łączności L. 680/tjn.32/Org. z 7 października 1932 została sformowana z dniem 20 października 1932 kompania telegraficzna 18 Dywizji Piechoty. Na stanowisko dowódcy kompanii wyznaczony został porucznik Roman Domaszewicz, a na stanowiska młodszych oficerów kompanii podporucznicy: Stanisław Napoleon Bancer i Bogumił Julian Heinrich. Dowódca kompanii był odpowiedzialny za jej organizację pod kierownictwem szefa łączności dywizji piechoty.
Oficerowie, podoficerowie i szeregowcy służby czynnej rocznika 1910 byli przydzieleni z baonów telegraficznych i istniejących już kompanii telegraficznych, natomiast rekruci rocznika 1911 zostali powołani bezpośrednio do kompanii w dniach 29-31 października 1932. Kompania otrzymała osiem koni wierzchowych (remontów), osiem koni taborowych, osiem kompletnych rzędów wierzchowych i dwie pary uprzęży taborowych.
Kompania stacjonowała w Łomży i była organiczną jednostką łączności 18 Dywizji Piechoty.
Kompania miała prowadzić szkolenie według obowiązującej „Instrukcji wyszkolenia wojsk łączności” sygn. MSWojsk. Szefostwo Łączności L. dz. 900/tjn. Wyszk. 30.
Kompania miała dwa plutony, lecz nie posiadała radia. Pluton radio był mobilizowany w pułku radio w Warszawie i po zakończeniu mobilizacji przydzielony do dywizji. Dywizja nie posiadała wówczas organu zaopatrzenia i naprawy sprzętu łączności, czyli organu służby łączności.
Na podstawie rozkazu Dowództwa Łączności MSWojsk. L. 3000/tjn. I.Org. z 11 października 1937 kompania telegraficzna została przeorganizowana i przemianowana na kompanię łączności. W składzie kompanii został utworzony pluton radio.
Organizacja pokojowa kompanii łączności:
- dowódca kompanii (kapitan),
- drużyna dowódcy kompanii[c],
- I pluton telefoniczny,
- II pluton telefoniczny,
- III pluton radio,
- gołębnik polowy[21][11].

Etat przewidywał 4 oficerów, 14-18 podoficerów (zależnie od typu kompanii), 130-133 szeregowców, 14 koni wierzchowych, 18-20 koni pociągowych, 2 samochody ciężarowe, 2 motocykle, 8 rowerów i 60 gołębi pocztowych.
Organizacja pokojowa była dostosowana do zadań mobilizacyjnych i okazała się dobrą.
1 września 1938 uprawnienia dowódcze względem kompanii otrzymał szef łączności dywizji. Dowódcami (szefami) łączności 18 DP byli: kpt. łącz. Jan Łobocki (III 1929–XII 1932), kpt. łącz. Teodor Spychalski (XII 1932–XII 1934), mjr łącz. Tadeusz Klemens Błoński (XII 1934–III 1939), kpt. łącz. Roman Domaszewicz (III–VII 1939) i kpt. łącz. Florian Cerkaski (III–IX 1939).
Do zadań kompanii należało szkolenie rezerw podoficerów i szeregowców jedynie na potrzeby własne. Poborowi byli wcielani bezpośrednio do kompanii. Etaty były tak skalkulowane, że dla zaspokojenia zapotrzebowań wojennych musiano powołać pod broń osiem roczników rezerwistów. Kandydaci na podoficerów służby czynnej z kompanii szkolili się w szkołach podoficerskich batalionów telegraficznych i pułku radio.
Wiosną 1939 kompania została podporządkowana pod względem wyszkolenia fachowego dowódcy 1 Grupy Łączności. Ze względu na szybki wybuch wojny dowództwo grupy nie odegrało powierzonej mu roli. 
Zgodnie z uzupełnionym planem mobilizacyjnym „W” kompania łączności 18 DP była jednostką mobilizującą. Pod względem mobilizacji materiałowej była przydzielona do 33 pułku piechoty.
Dowódca kompanii był odpowiedzialny za przygotowanie całości mobilizacji jednostek wpisanych na tabelę mob. z wyjątkiem mobilizacji materiałowej, za którą był współodpowiedzialny razem z dowódcą 33 pułku piechoty. 
Dowódca kompanii był ponadto odpowiedzialny za przeprowadzenie mobilizacji:
- kompanii telefonicznej 18 DP,
- plutonu łączności Kwatery Głównej 18 DP,
- plutonu radio 18 DP,
- drużyny parkowej łączności 18 DP,
- 2-gi gołębnika polowego samodzielnej drużyny gołębi pocztowych nr 6[e].

Wszystkie jednostki były mobilizowane w Łomży, w alarmie, w grupie jednostek oznaczonych kolorem niebieskim. 
Po zakończeniu czynności mobilizacyjnych kompania przekazywała: nadwyżki personelu i materiału koleją do Ośrodka Zapasowego Telegraficznego „Zegrze”, natomiast nadwyżki koni i środków przewozowych do 33 pp
Jednostki zmobilizowane przynależały pod względem ewidencyjnym do OZ Telegraficznego „Zegrze” z wyjątkiem plutonu radio 18 DP, który przynależał do Ośrodka Zapasowego Radio w Warszawie.
23 sierpnia 1939 została zarządzona mobilizacja jednostek „niebieskich” na terenie Okręgu Korpusu Nr I. Początek mobilizacji został wyznaczony na godz. 6.00 następnego dnia.
Jednostki łączności 18 DP były formowane według organizacji wojennej L.3124/mob.org., ukompletowane zgodnie z zestawieniem specjalności L.3124/mob.AR oraz uzbrojone i wyposażone zgodnie z wojennymi należnościami materiałowymi L.3124/mob./mat.
Pluton łączności Kwatery Głównej 18 DP przeznaczony był do obsługi dowództwa dywizji, kompania telefoniczna przeznaczona do budowy i obsługi polowej sieci telefonicznej (z kabla polowego), a drużyna parkowa łączności odpowiadała za zaopatrzenie, naprawę i ewakuację sprzętu łączności.
Pluton radio 18 DP był formowany według organizacji wojennej L.3121/mob.org., ukompletowany zgodnie z zestawieniem specjalności L.3121/mob.AR oraz uzbrojony i wyposażony zgodnie z wojennymi należnościami materiałowymi L.3121/mob./mat.
Samodzielna drużyna gołębi pocztowych nr 6 była formowana według organizacji wojennej L.3681/mob.org., ukompletowana zgodnie z zestawieniem specjalności L.3681/mob.AR oraz uzbrojona i wyposażona zgodnie z wojennymi należnościami materiałowymi L.3681/mob./mat.
W czasie kampanii wrześniowej jednostki łączności z plutonem radio walczyły w składzie macierzystej dywizji, natomiast samodzielna drużyna gołębi pocztowych nr 6 została przeznaczona dla Samodzielnej Grupy Operacyjnej „Narew”.

## Kadra kompanii
Dowódcy kompanii
- por. / kpt. łącz. Roman Domaszewicz (X 1932 – III 1939)
- kpt. łącz. Leon Tadeusz Honorat Kühnbeck (III – IX 1939)

Obsada personalna kompanii łączności 18 DP w marcu 1939
- dowódca kompanii – kpt. łącz. Leon Tadeusz Honorat Kühnbeck
- dowódca plutonu telefonicznego – por. łącz. Tadeusz de Napiwon-Burkiewicz
- dowódca plutonu radio – ppor. łącz. Alfons Steinke

Obsada personalna jednostek łączności 18 DP i plutonu radio we wrześniu 1939
- dowódca kompanii telefonicznej 18 DP – kpt. łącz. Leon Tadeusz Honorat Kühnbeck[g]
- dowódca plutonu – ppor. łącz. rez. Alfred Lipski[h]
- dowódca plutonu – ppor. łącz. rez. mgr Antoni Muszycki †19 IX 1939 Czerwony Bór[43]
- dowódca plutonu łączności KG 18 DP – por. łącz. Tadeusz de Napiwon-Burkiewicz[i]
- dowódca plutonu radio 18 DP – ppor. łącz. Alfons Steinke[j]
- dowódca drużyny parkowej łączności 18 DP – NN